# Kampen (Bobby-Bradford-Album)
Kampen ist ein Album von Bobby Bradford, Frode Gjerstad, Ingebrigt Håker Flaten und Paal Nilssen-Love. Die am 17. November 2010 in Oslo entstandenen Aufnahmen erschienen 2012 in limitierter Auflage als Langspielplatte auf NoBusiness Records.

## Hintergrund
Der norwegische Holzbläser Frode Gjerstad hat zusammen mit dem amerikanischen Kornettisten Bobby Bradford insgesamt zehn Alben aufgenommen, seit sie sich 1986 für eine Tournee durch Großbritannien mit dem Schlagzeuger John Stevens zum ersten Mal getroffen hatten, mit dem sie 1991 das Album Blue Cat einspielten.
Der 46-minütige Livemitschnitt Kampen dokumentiert vier spontane Improvisationen, entstanden bei einem Konzert der Musiker am 17. November 2010 beim Festival Kampenjazz in Oslo.

## Titelliste

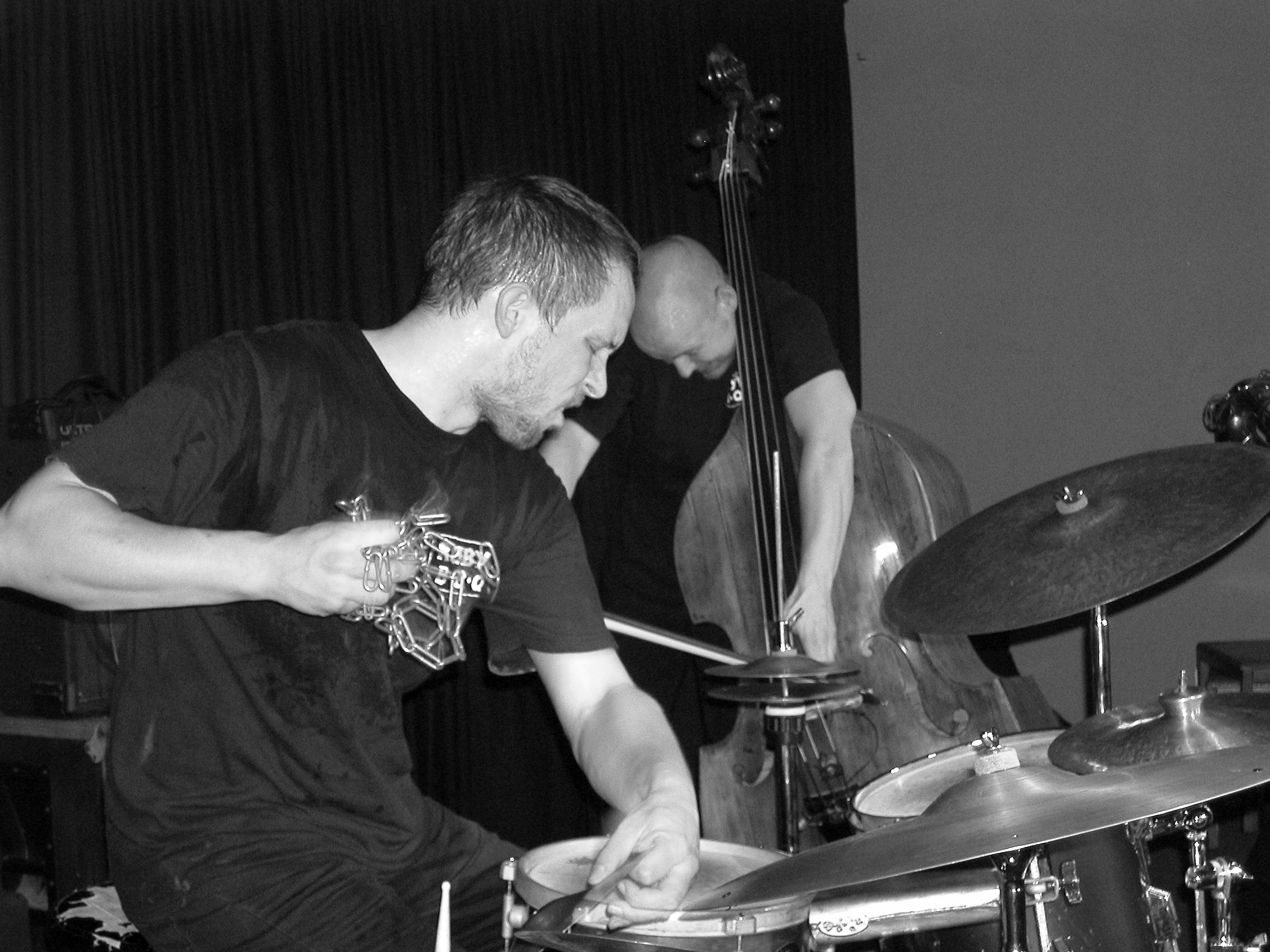
Der Schlagzeuger Paal Nilssen-Love 2004 bei einem Auftritt mit The Thing im club W71, Weikersheim. Im Hintergrund Ingebrigt Håker Flaten am Bass

- Bobby Bradford, Frode Gjerstad, Ingebrigt Håker Flaten, Paal Nilssen-Love: Kampen (NoBusiness Records – NBLP51)[1]

1. This Is 13:41
2. A Live 8:34
3. Recording From 9:25
4. Kampen, Oslo 14:33

## Rezeption

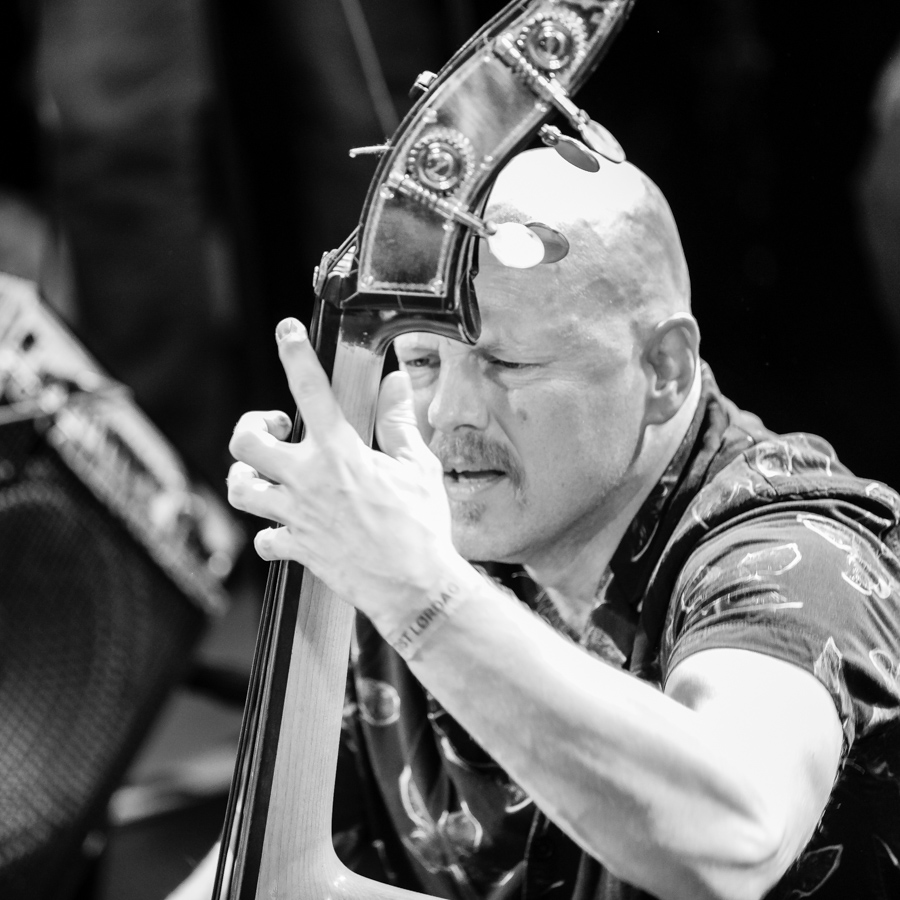
Ingebrigt Håker Flaten beim Kongsberg Jazzfestival 2019

Nach Ansicht von John Sharpe, der das Album in All About Jazz rezensierte, sind die vier Stücke das Ergebnis kollektiven Zuhörens und Spielens auf sehr hohem Niveau. Sie würden einen organischen Fluss erzeugen, der alle verfügbaren Permutationen nutze, die der Quartettbesetzung innewohnen. Das leidenschaftliche Zusammenspiel der beiden Bläser sei eines der bleibenden Merkmale ihrer Partnerschaft; Bradfords erdiges Kornett bilde die perfekte Ergänzung zu Gjerstads geschwungener, spiralförmiger Klarinette und seinem drahtigen Altsaxophon. Ungeachtet der Exzellenz der einzelnen Teile triumphierten die vier Musiker „im Cockpit des intensiven Gruppenaustauschs“.
Diesen Mitschnitt von einem großartigen norwegischen Konzert des Quartetts, bei dem der Kornettist Bobby Bradford mit einigen bedeutenden norwegischen Improvisatoren der Gegenwart auftrat, verglich der Blogger James Westphal in der italienischen Ausgabe von All About Jazz mit dem Quartett von Ornette Coleman [mit dem Bradford zwischen den 1950er und 1970er Jahren in verschiedenen Epochen spielte]. Es sei schon lange her, dass ein Teil der skandinavischen Szene Stimmungen und Entwicklungen mit dem kreativen Amerikaner mit solch hervorragenden Ergebnissen geteilt habe. Hinzu komme, dass zum Zeitpunkt der Aufnahme die Verbindung zwischen Bradford und Gjerstad durch jahrelange Bekanntschaft gefestigt gewesen sei und die Spontaneität der Improvisationen stets von einer verborgenen Lyrik durchzogen sei, die die Musik unterstütze und den Hörer in eine Welt großer Tiefe entführe. Mit seinen 78 Jahren sei Bradford auf Kampen noch immer ein wunderbarer Musiker.